# ファット・ダック
ファット・ダック（英: The Fat Duck）は、イギリス・バークシャーのブレイにあるレストラン。1995年に開店した。セレブシェフのヘストン・ブルメンタールがオーナーを、エドワード・クックがシェフ長を務める。
ヘストン・ブルメンタールが考案する創作性に富んだ料理、蒸留や水浴などの科学的調理法を用いた料理などで知られる。

## 歴史

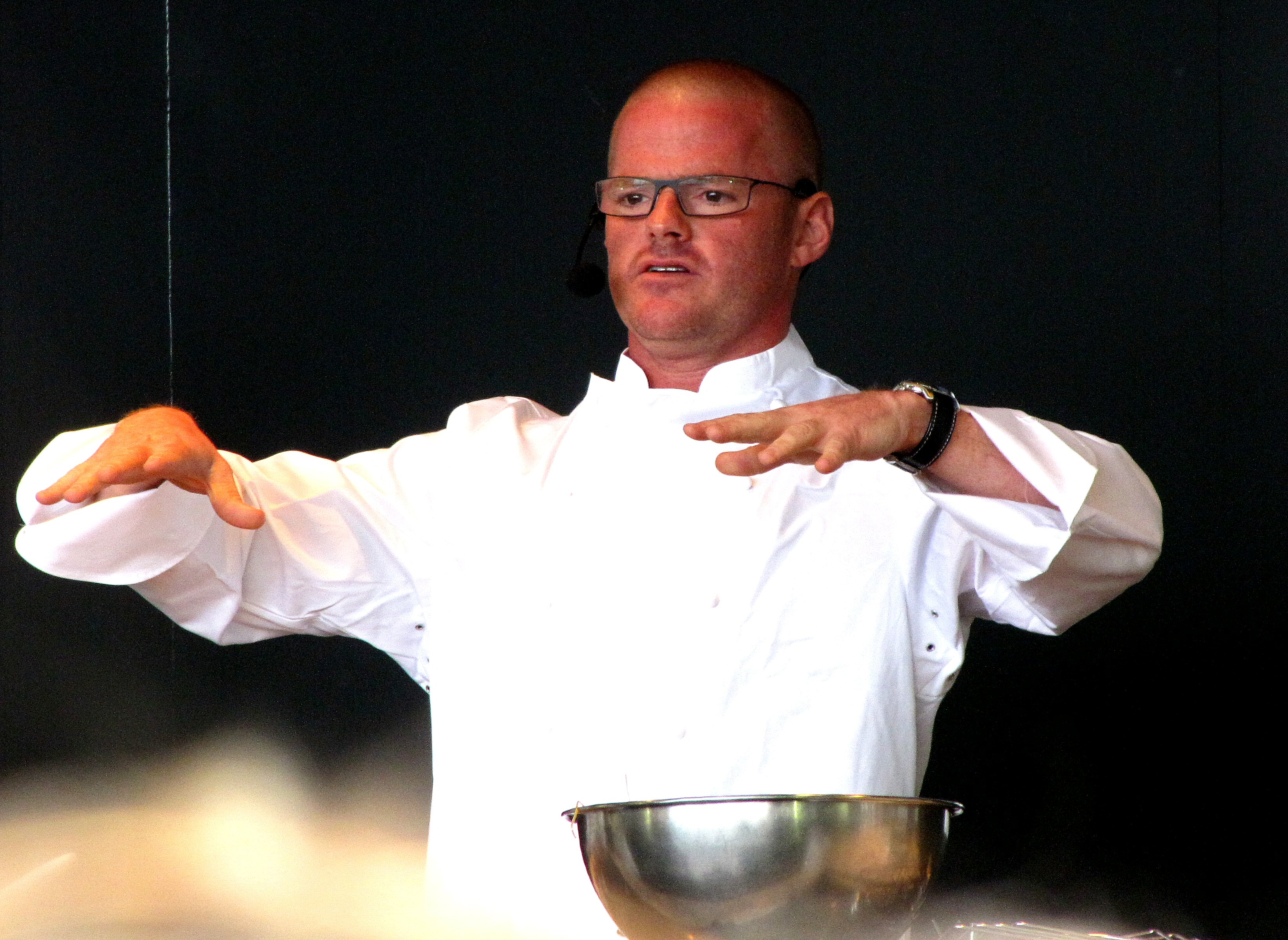
ヘストン・ブルメンタール

16世紀に建てられた建物を利用し、1995年8月16日にファット・ダックが開店した。1999年に初めてミシュランガイドの1つ星を獲得し、2002年に2つ星を、2004年に3つ星を獲得した。2005年には『レストラン』誌による「世界のベストレストラン50」で第1位に選ばれた。2004年、2006年、2007年、2008年、2009年には第2位に選ばれ、2010年には第3位に選ばれている。
2007年には味覚を刺激するために波の音を聴きながら食するメニューを考案した。2009年にはノロウイルスの食中毒が発生し、400人以上の客が食中毒となった。2016年には改装のために長期休業したため、3つ星レストランの地位を失ったが、2017年には再び3つ星を獲得した。

## メニュー
- メニュー
- メニュー
- メニュー
- メニュー
- メニュー
- メニュー
- メニュー
- メニュー
- 音を聴く女性
- ワインリストをめくる男性